# Il lago delle fate
Il lago delle fate (título original en italiano; en español, El lago de las hadas) es una ópera en cuatro actos con música de Carlo Coccia y libreto en italiano de Felice Romani. Se estrenó el 6 de febrero de 1841 en el Teatro Regio de Turín, Italia.